# Since the Day It All Came Down
Since the Day It All Came Down drugi je studijski album finskog melodičnog death metal sastava Insomnium. Diskografska kuća Candlelight Records objavila ga je 5. travnja 2004.

## Popis pjesama
| 1.    | »Nocturne« (instrumentalna skladba)  |             | Niilo Sevänen       | 1:57 |
| 2.    | »The Day It All Came Down«           | Ville Vänni | Ville Friman, Vänni | 4:57 |
| 3.    | »Daughter of the Moon«               | Sevänen     | Sevänen, Friman     | 6:09 |
| 4.    | »The Moment of Reckoning«            | Friman      | Friman              | 5:47 |
| 5.    | »Bereavement«                        | Friman      | Friman              | 4:16 |
| 6.    | »Under the Plaintive Sky«            | Friman      | Sevänen, Friman     | 4:10 |
| 7.    | »Resonance« (instrumentalna skladba) |             | Friman              | 2:29 |
| 8.    | »Death Walked the Earth«             | Friman      | Friman              | 5:10 |
| 9.    | »Disengagement«                      | Vänni       | Friman              | 8:39 |
| 10.   | »Closing Words«                      | Friman      | Friman, Vänni       | 4:26 |
| 11.   | »Song of the Forlorn Son«            | Sevänen     | Sevänen             | 5:45 |
| 53:45 |                                      |             |                     |      |

## Zasluge
Insomnium
- Niilo Sevänen – vokal, bas-gitara
- Ville Friman – gitara
- Ville Vänni – gitara
- Markus Hirvonen – bubnjevi

Dodatni glazbenici
- Aleksi Munter – klavijature (na pjesmama 6., 11.)
- Laura Naire – violončelo

Ostalo osoblje
- Jone Väänänen – klavijature (na pjesmama 1. – 5., 7. – 10.), produkcija, inženjer zvuka, miks
- Mika Jussila – mastering
- Timk Pekkarinen – inženjer zvuka (asistent)
- Jarno Lahti – grafički dizajn, omot albuma
- Sakari Lindell – fotografije (sastava)